# Kamienica Festina lente w Krakowie
Kamienica Festina lente (znana także jako Kamienica Ars longa vita brevis) – kamienica z 1887 roku, znajdująca się przy ul. Retoryka 7 w Krakowie, zaprojektowana przez Teodora Talowskiego.
Dom ten należy do największego zespołu budynków autorstwa Talowskiego. Sąsiaduje z nim kamienica Pod Osłem (Retoryka 9, z lewej), a wcześniej znajduje się kamienica Pod Śpiewającą Żabą (Retoryka 1), kamienica nr 3 i kamienica nr 5, także Talowskiego.
Kamienica Festina lente była domem własnym Talowskiego. Należy do pierwszej fazy twórczości Talowskiego (1885–1895), w której architekt stworzył najbardziej chyba oryginalne dzieła, a mianowicie kamienice krakowskie, nie bez racji uznawane za kwintesencję "talowszczyzny". Dzieła tego okresu, w tym kamienicę Festina lente, Pod Pająkiem, Pod Osłem i Pod Śpiewającą Żabą, charakteryzuje stosowanie spatynowanej cegły i kamiennego detalu, elementów historycznych, rozbudowanej ornamentyki oraz asymetria i ekspresja.

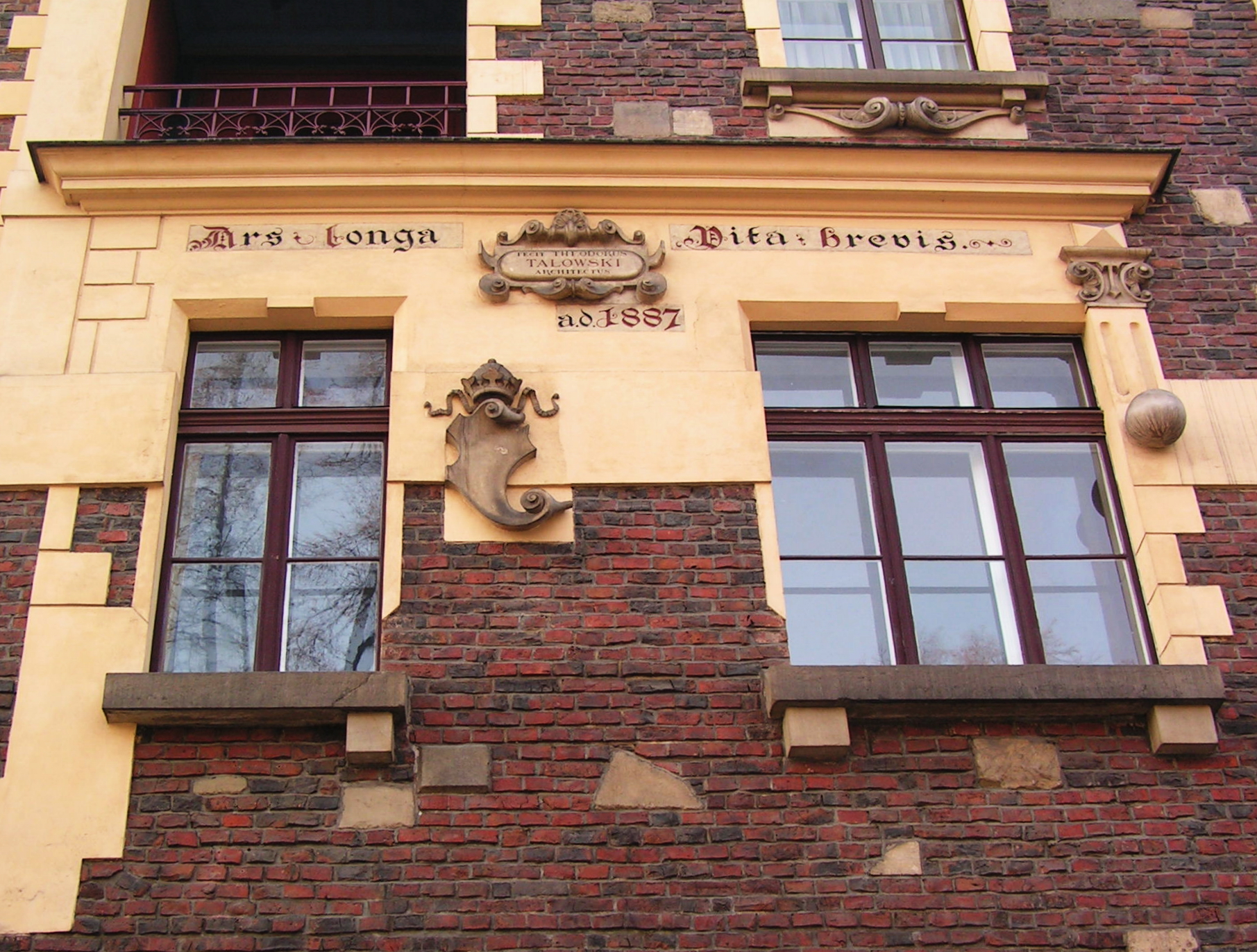
Fragment fasady

Budynek jest trzypiętrowy (pierwotnie był dwupiętrowy, trzecie piętro dobudowano w 1929 roku, już po śmierci Talowskiego), o asymetrycznej fasadzie wykonanej z różnych materiałów. Znajdują się na niej dwie inskrypcje: Festina lente (Spiesz się powoli) i Ars longa vita brevis (Życie (jest) krótkie, sztuka długotrwała) oraz kartusz z nazwiskiem autora i tarcza herbowa. Podczas przebudowy z 1929 zniszczono także oryginalny portal wejściowy.